# Triolan
Triolan (укр. Тріолан) — група операторів зв'язку, які надають телекомунікаційні послуги у ряді міст України. Штаб-квартира розташована в Києві.

## Історія
Бренд «Triolan» з'явився на телекомунікаційному ринку в 2008 році у місті Харкові.

## Власники та керівництво
Генеральний директор ТОВ «Юнікаст Інвест» (характеризується як головна структура групи) — Світлана Остапенко. За фактом основним керівником і наставником групи компаній є «патрон» Липчанський Олексій Іванович і його помічник Долженко Костянтин Іванович.

## Структура
У групу компаній, що надають послуги під брендом «Тріолан», входять такі юридичні особи:
- ТОВ «Юнікаст Інвест» (Київ)[4];
- ТОВ «Берізка-Телесистема», ТОВ «ІТ.Сервіс», ТОВ «Базис» (Харків)[5];
- ТОВ «ПТК-Системи» (Полтава)[6];
- ТОВ «Дніпропетровські цифрові комунікації» (Дніпро)[7];
- ТОВ «Запорізькі цифрові комунікації» (Запоріжжя)[8];
- ТОВ «Одеські цифрові комунікації» (Одеса)[9];
- ТОВ «Цифрові комунікації Сімферополя» (Сімферополь)[10];
- ТОВ «Луганські цифрові комунікації» (Луганськ)[11];
- ТОВ «Донецькі цифрові комунікації» (Донецьк)[12];
- ТОВ «БАКАТ ТВ» (Чугуїв)[13].
- м. Рівне

Також в групу входить ТОВ «Інформаційний центр „Лінком Еліт“», що надає послуги доступу в Інтернет за технологіями Wi-Fi і WiMAX під брендом BridgeNet.

## Діяльність
Група «Тріолан» надає телекомунікаційні послуги (кабельне телебачення, широкосмуговий доступ в Інтернет, IP-телефонія), надає в користування системи відеоспостереження («Triolan дозор») і системи управління доступом в під'їзди багатоквартирних будинків («Triolan Сім-Сім»). Станом на кінець 2010 року «Тріолан» був другим за величиною оператором кабельного телебачення в Україні (понад 200 тисяч абонентів). Крім того, за підсумками другого кварталу 2011 року «Тріолан» обслуговував 180 000 абонентів широкосмугового доступу в Інтернет (четверте місце на ринку). За підсумками першого півріччя 2013 року «Тріолан» обслуговував близько 213 000 абонентів широкосмугового доступу в Інтернет (четверте місце на ринку).

## Критика
«Тріолан» звинувачувався іншими кабельними операторами у демпінзі і заниженні реальної кількості абонентів з метою зниження плати телеканалам. Після звинувачень «Тріолан» був змушений у кілька разів збільшити авторські відрахування телеканалу Discovery.
У вересні 2011 року група компаній «Тріолан» була звинувачена у неправомірному використанні бренду (торгової марки) «Triolan» доменного імені triolan.ua. До ТОВ «Юнікаст Інвест» був поданий позов про заборону використання торгівельної марки.